# Томастон (Њујорк)
Томастон (енгл. Thomaston) град је у америчкој савезној држави Њујорк.

## Демографија
По попису из 2010. године број становника је 2.617, што је 10 (0,4%) становника више него 2000. године.
| Група             | 2000.         | 2010.         |
| Белци             | 1.988 (76,3%) | 1.667 (63,7%) |
| Афроамериканци    | 22 (0,8%)     | 28 (1,1%)     |
| Азијати           | 357 (13,7%)   | 734 (28,0%)   |
| Хиспаноамериканци | 207 (7,9%)    | 137 (5,2%)    |
| Укупно            | 2.607         | 2.617         |